# Dolný Chotár
Dolný Chotár (in ungherese Alsóhatár) è un comune della Slovacchia facente parte del distretto di Galanta, nella regione di Trnava.